# Skruvförband

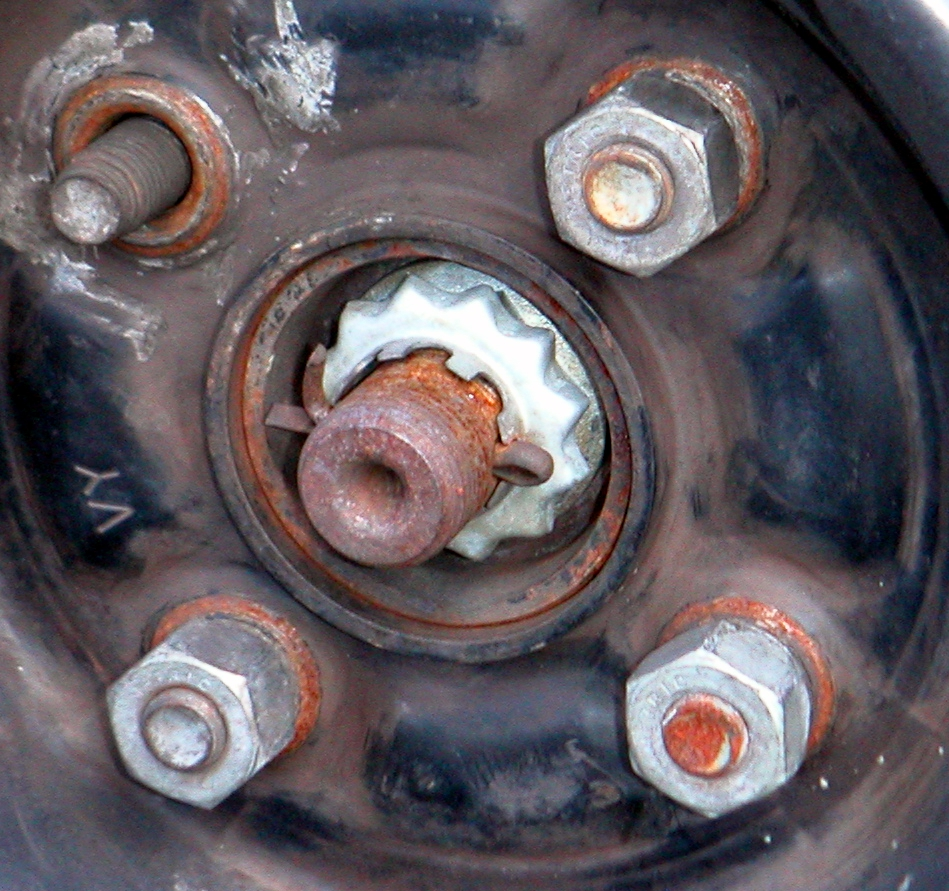
Hjulen på en bil är fastsatta med hjälp av skruvförband. I det här fallet är fälgen fäst med tre av fyra muttrar.

Med skruvförband avses, inom konstruktion, förbindning av olika delar med hjälp av skruv. Det finns två typer av skruvförband, förspända och icke förspända.

## Förbandstyper
I ett förspänt förband ges förbandet en förspänning ofta upp till 70-75% av skruvens sträckgräns. Denna förspänning bör vara så stor att den last förbandet sedan utsätts för aldrig överstiger förspänningskraften vilket innebär att de sammanfogade delarna aldrig separeras från varandra. Skruvförbanden bör förspännas med en axialkraft som är två till tre gånger större än den yttre lasten.
I icke förspända förband tas lasten upp som dragspänning i skruvskaftet och skjuvspänning av gängorna. Ett icke förspänt förband används i första hand i rörliga förband av olika slag, och mutterlåsning krävs för att den inte skall lossna. Icke förspända förband är utomordentligt känsliga för utmattning.

## Teori
Kraften som håller samman ett skruvförband kallas förspänning, som tillförs genom vridmoment hos skruvarna. Förspänningen är en procentsats av skruvens sträckgräns. När skruven dras åt sträcker den sig samtidigt som flänsen komprimeras, likt en fjäder. Denna axiella rörelse skapar en förlängning av skruven på grund av kombination mellan drag- och vridspänningar. Skruvförbandet ska konstrueras på så vis att extern last påverkar skruvförbandets klämda delar som i sin tur fördelar lasten jämnt över skruvarna. Konstrueras förbandet på detta sätt kommer skruvarna inte utsättas för större kraft än förspänningskraften, såvida inte krafter överstiger förspänningskraften.

## Konstruktion
Med skruvförband, avses ett förband där olika delar, exempelvis två plåtar eller plankor, hålls samman med hjälp av skruv och mutter. För att inte skada godset används bricka eller flänsmutter så att kraften vid åtdragning fördelas över en större yta. Normalt väljs komponenterna så att muttern är starkare än skruven i förbandet. Skruvarna i ett skruvförband utsätts för två typer av krafter, dels en tvärkraft, skjuvning, dels en utdragande kraft, dragpåkänning.

## Åtdragningsmoment
Skruvarna i ett skruvförband dras åt med hjälp av ett moment, antingen för hand med vanlig fast nyckel eller med momentdragare. Åtdragningsmomentet varierar beroende på skruvstorlek och material. Med hjälp av det vill man uppnå en axiell förspänningskraft i skruven. Oftast anges riktlinjer för hur stort moment som bör användas, dock finns det flera faktorer som påverkar förspänningskraften, där en av de största är friktionen i gängorna Friktionen påverkas av bland annat ytbehandling, smörjning och anläggningsplan. Uppskattningsvis går ca 50% av det tillförda monteringsmomentet åt till att övervinna friktionen mellan den roterande skruvens kontaktyta och brickan alternativt anläggningsytan runt skruvhålet. Sedan går cirka 40% till att övervinna friktionen i gängan mellan skruv och invändiga gängan, vilket innebär att endast ca 10% av det tillförda momentet åstadkommer den önskade förspänningskraften.
| Rekommenderade åtdragningsmoment i Nm för obehandlade, anoljade stålskruvförband. | Rekommenderade åtdragningsmoment i Nm för obehandlade, anoljade stålskruvförband. | Rekommenderade åtdragningsmoment i Nm för obehandlade, anoljade stålskruvförband. | Rekommenderade åtdragningsmoment i Nm för obehandlade, anoljade stålskruvförband. | Rekommenderade åtdragningsmoment i Nm för obehandlade, anoljade stålskruvförband. | Rekommenderade åtdragningsmoment i Nm för obehandlade, anoljade stålskruvförband. | Rekommenderade åtdragningsmoment i Nm för obehandlade, anoljade stålskruvförband. | Rekommenderade åtdragningsmoment i Nm för obehandlade, anoljade stålskruvförband. | Rekommenderade åtdragningsmoment i Nm för obehandlade, anoljade stålskruvförband. | Rekommenderade åtdragningsmoment i Nm för obehandlade, anoljade stålskruvförband. | Rekommenderade åtdragningsmoment i Nm för obehandlade, anoljade stålskruvförband. | Rekommenderade åtdragningsmoment i Nm för obehandlade, anoljade stålskruvförband. |
| Grovgängade skruvar                                                               | Grovgängade skruvar                                                               | Grovgängade skruvar                                                               | Grovgängade skruvar                                                               | Grovgängade skruvar                                                               | Grovgängade skruvar                                                               | Grovgängade skruvar                                                               | Fingängade skruvar                                                                | Fingängade skruvar                                                                | Fingängade skruvar                                                                | Fingängade skruvar                                                                | Fingängade skruvar                                                                |
| Gänga                                                                             | Stigning mm                                                                       | Hållfasthetsklass enligt SS-ISO 898/1                                             | Hållfasthetsklass enligt SS-ISO 898/1                                             | Hållfasthetsklass enligt SS-ISO 898/1                                             | Hållfasthetsklass enligt SS-ISO 898/1                                             | Hållfasthetsklass enligt SS-ISO 898/1                                             | Gänga                                                                             | Stigning mm                                                                       | Hållfasthetsklass enligt SS-ISO 898/1                                             | Hållfasthetsklass enligt SS-ISO 898/1                                             | Hållfasthetsklass enligt SS-ISO 898/1                                             |
| Gänga                                                                             | Stigning mm                                                                       | 4,6                                                                               | 5,8                                                                               | 8,8                                                                               | 10,9                                                                              | 12,9                                                                              | Gänga                                                                             | Stigning mm                                                                       | 8,8                                                                               | 10,9                                                                              | 12,9                                                                              |
| --------------------------------------------------------------------------------- | --------------------------------------------------------------------------------- | --------------------------------------------------------------------------------- | --------------------------------------------------------------------------------- | --------------------------------------------------------------------------------- | --------------------------------------------------------------------------------- | --------------------------------------------------------------------------------- | --------------------------------------------------------------------------------- | --------------------------------------------------------------------------------- | --------------------------------------------------------------------------------- | --------------------------------------------------------------------------------- | --------------------------------------------------------------------------------- |
| M1,6                                                                              | 0,35                                                                              | 0,075                                                                             | 0,1                                                                               | 0,17                                                                              | 0,24                                                                              | 0,29                                                                              |                                                                                   |                                                                                   |                                                                                   |                                                                                   |                                                                                   |
| M2                                                                                | 0,4                                                                               | 0,155                                                                             | 0,22                                                                              | 0,35                                                                              | 0,49                                                                              | 0,58                                                                              |                                                                                   |                                                                                   |                                                                                   |                                                                                   |                                                                                   |
| M2,5                                                                              | 0,45                                                                              | 0,32                                                                              | 0,44                                                                              | 0,7                                                                               | 0,98                                                                              | 1,2                                                                               |                                                                                   |                                                                                   |                                                                                   |                                                                                   |                                                                                   |
| M3                                                                                | 0,5                                                                               | 0,56                                                                              | 0,77                                                                              | 1,2                                                                               | 1,7                                                                               | 2,1                                                                               |                                                                                   |                                                                                   |                                                                                   |                                                                                   |                                                                                   |
| M3,5                                                                              | 0,6                                                                               | 0,86                                                                              | 1,2                                                                               | 1,9                                                                               | 2,7                                                                               | 3,3                                                                               |                                                                                   |                                                                                   |                                                                                   |                                                                                   |                                                                                   |
| M4                                                                                | 0,7                                                                               | 1,28                                                                              | 1,8                                                                               | 2,9                                                                               | 4                                                                                 | 4,9                                                                               |                                                                                   |                                                                                   |                                                                                   |                                                                                   |                                                                                   |
| M5                                                                                | 0,8                                                                               | 2,2                                                                               | 3,6                                                                               | 5,7                                                                               | 8,1                                                                               | 9,7                                                                               | M8x1                                                                              | 1,0                                                                               | 25                                                                                | 35                                                                                | 42                                                                                |
| M6                                                                                | 1,0                                                                               | 3,7                                                                               | 6,1                                                                               | 9,8                                                                               | 14                                                                                | 17                                                                                | M10x1                                                                             | 1,0                                                                               | 49                                                                                | 70                                                                                | 84                                                                                |
| M8                                                                                | 1,25                                                                              | 8,9                                                                               | 15                                                                                | 24                                                                                | 33                                                                                | 40                                                                                | M10x1,25                                                                          | 1,25                                                                              | 48                                                                                | 68                                                                                | 81                                                                                |
| M10                                                                               | 1,5                                                                               | 17                                                                                | 29                                                                                | 47                                                                                | 65                                                                                | 79                                                                                | M12x1,25                                                                          | 1,25                                                                              | 85                                                                                | 120                                                                               | 144                                                                               |
| M12                                                                               | 1,75                                                                              | 30                                                                                | 51                                                                                | 81                                                                                | 114                                                                               | 136                                                                               | M12x1,5                                                                           | 1,5                                                                               | 83                                                                                | 117                                                                               | 140                                                                               |
| M14                                                                               | 2,0                                                                               | 48                                                                                | 80                                                                                | 128                                                                               | 181                                                                               | 217                                                                               | M14x1,5                                                                           | 1,5                                                                               | 135                                                                               | 190                                                                               | 228                                                                               |
| M16                                                                               | 2,0                                                                               | 74                                                                                | 123                                                                               | 197                                                                               | 277                                                                               | 333                                                                               | M16x1,5                                                                           | 1,5                                                                               | 204                                                                               | 287                                                                               | 344                                                                               |
| M18                                                                               | 2,5                                                                               | 103                                                                               | 172                                                                               | 275                                                                               | 386                                                                               | 463                                                                               | M18x1,5                                                                           | 1,5                                                                               | 294                                                                               | 413                                                                               | 496                                                                               |
| M20                                                                               | 2,5                                                                               | 144                                                                               | 240                                                                               | 385                                                                               | 541                                                                               | 649                                                                               | M20x1,5                                                                           | 1,5                                                                               | 408                                                                               | 574                                                                               | 688                                                                               |
|                                                                                   |                                                                                   |                                                                                   |                                                                                   |                                                                                   |                                                                                   |                                                                                   | M22x1,5                                                                           | 1,5                                                                               | 546                                                                               | 768                                                                               | 921                                                                               |
| M24x2                                                                             | 2,0                                                                               | 696                                                                               | 976                                                                               | 1170                                                                              |                                                                                   |                                                                                   |                                                                                   |                                                                                   |                                                                                   |                                                                                   |                                                                                   |
| M27x2                                                                             | 2,0                                                                               | 1000                                                                              | 1410                                                                              | 1690                                                                              |                                                                                   |                                                                                   |                                                                                   |                                                                                   |                                                                                   |                                                                                   |                                                                                   |
| M30x2                                                                             | 2,0                                                                               | 1390                                                                              | 1950                                                                              | 2340                                                                              |                                                                                   |                                                                                   |                                                                                   |                                                                                   |                                                                                   |                                                                                   |                                                                                   |

## Användningsområde
- Fackverkskonstruktioner
- Stålbyggnad
- Takstol